# Spouwen
Spouwen is een Belgische voormalige gemeente in het zuiden (Haspengouw) van de provincie Limburg.

## Geschiedenis
Spouwen werd in 1971 opgericht als een nieuwe fusiegemeente na de fusie van de gemeenten Grote-Spouwen, Kleine-Spouwen en Rijkhoven. In 1977 werd Spouwen reeds opgeheven en werd het bij de stad Bilzen gevoegd.